# Kaspar Capparoni

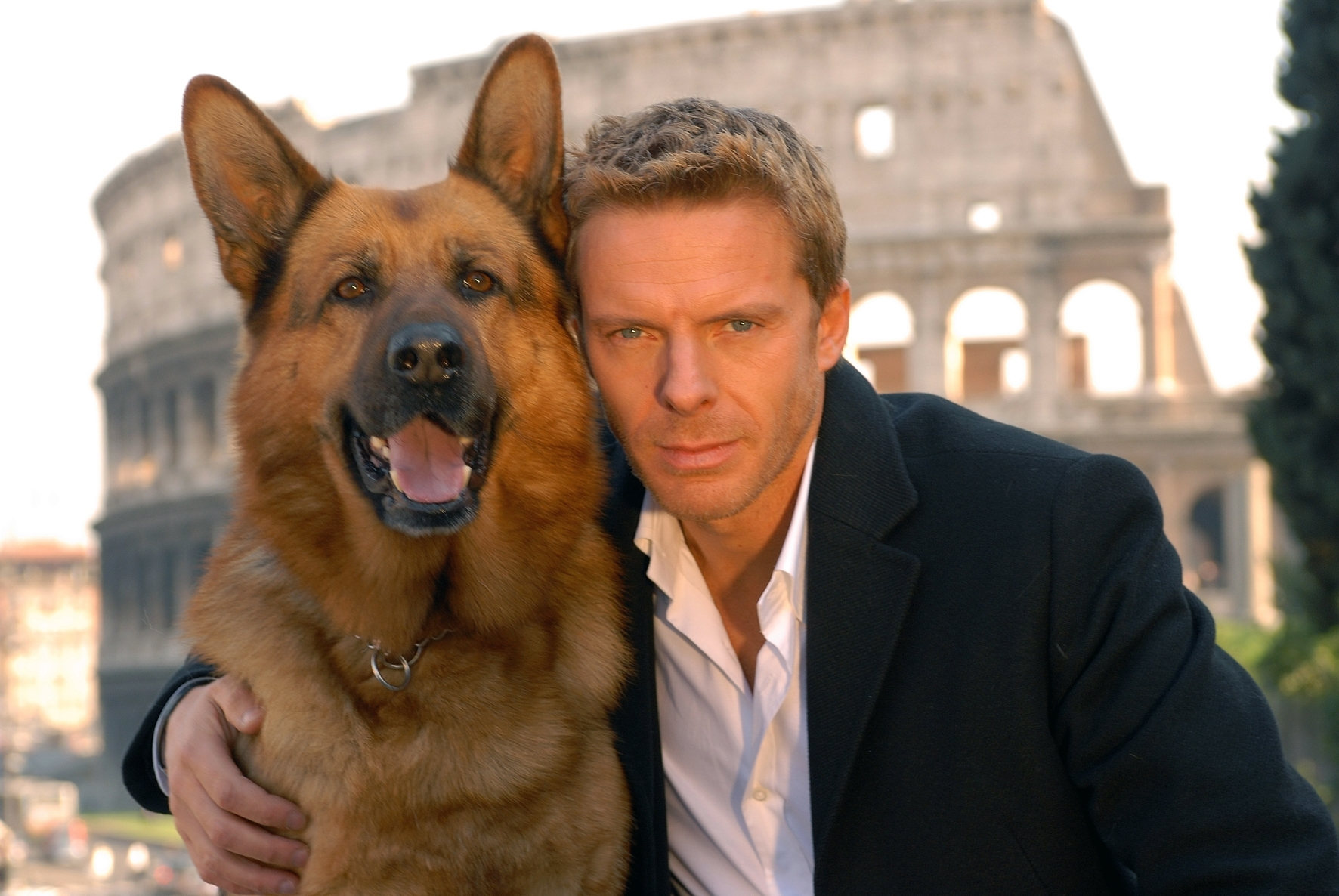
Kaspar Capparoni mit Kommissar Rex in Rom

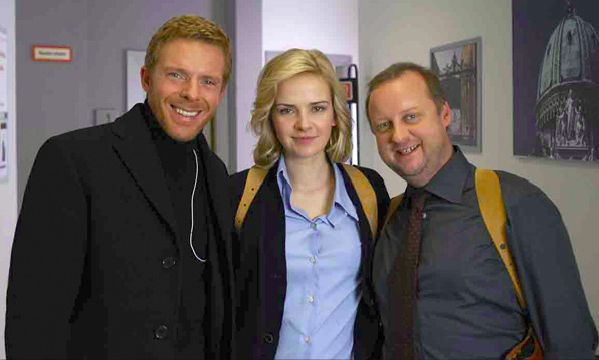
Kaspar Capparoni (links) mit Denise Zich und Martin Weinek bei Dreharbeiten zu Kommissar Rex in Wien

Gaspare „Kaspar“ Capparoni (* 1. August 1964 in Rom) ist ein italienischer Schauspieler.

## Leben
Capparonis Vater war Chirurg, seine Mutter eine Deutschlehrerin aus Sexten in Südtirol.
Er besuchte die Deutsche Schule Rom und debütierte mit 18 Jahren am Theater, wo er mit Giuseppe Patroni Griffi zusammenarbeitete. Später begann seine Kinokarriere mit Filmen wie Phenomena (1984) unter der Leitung von Dario Argento.
Ab 2007 spielte Capparoni die Hauptrolle in der italienisch-österreichischen Fernsehserie Kommissar Rex unter der Regie von Marco Serafini, die er zusammen mit seinen Kollegen Fabio Ferri und Pilar Abella 2010 verlassen hat. Sein Nachfolger wurde Ettore Bassi.
Kaspar Capparoni nahm mit seiner Tanzpartnerin Yulia Musikhina bei Ballando con le stelle teil und gewann am 30. April 2011 das Finale der 7. Staffel der italienischen Ausgabe von Let's Dance.

## Filmografie

### Kino
- 1985: Phenomena
- 1999: Gialloparma
- 2002: Encantado
- 2005: Il ritorno del Monnezza
- 2007: Two Families
- 2007: Il Sole nero

### Fernsehen
- 2000: Ricominciare
- 2000: Piccolo Mondo Antico
- 2001: Incantesimo 4
- 2003: Elisa di Rivombrosa
- 2005: La Caccia (Miniserie)
- 2006: Capri
- 2007: Donna Detective (23 Folgen)
- 2007: Capri 2
- 2007–2011: Kommissar Rex (Il commissario Rex) (32 Episoden)
- 2018: Rosamunde Pilcher – Das Vermächtnis unseres Vaters